# Chamaecyparis lawsoniana
Chamaecyparis lawsoniana е вид растение от семейство Кипарисови (Cupressaceae). Видът е почти застрашен от изчезване.

## Разпространение
Разпространен е в САЩ.